# Čantiko
Čantiko je u astečkoj mitologiji božica kućne vatre i vulkana. Njezino ime obznanjuje njezinu ulogu - "ona koja boravi u kući".
Ona nosi krunu od otrovnih kaktusovih bodljika i uzima lik crvene zmije.
Ona je i božica vrijednosti, te ima mnogo priča o tome što se dogodilo onima koji su dirali njezine dragocjenosti.